# Distretto di Chumuch
Il distretto di Chumuch è uno dei dodici distretti  della provincia di Celendín, in Perù. Si trova nella regione di Cajamarca e si estende su una superficie di 196,3 chilometri quadrati.

Istituito il 30 settembre 1862, ha per capitale la città di Chumuch; al censimento 2005 contava 3.248 abitanti.